# Maneros-Lied
Maneros-Lied ist ein ägyptischer Linos-Gesang der Aussaat und Ernte, der unter musikwissenschaftlichen Gesichtspunkten Ähnlichkeiten mit Linosgesängen im ganzen kleinasiatischen und griechischen Raum aufweist. Klagegesang Linus: der Klagende. Die von Schiller umgedichtete Nadowessische Totenklage bezieht das Adonis-, Linos- und Maneros-Lied der Griechen, Syrer und Ägypter mit ein.

## Deutung
Nach Herodot wird das Maneros-Lied als ältestes und einziges Lied auf den Sohn des ersten Königs von Ägypten dargestellt. Dahingegen erklärt Plutarch Maneros zum Trinkspruch und übersetzt es als griechisches „Möge es wohl bekommen!“. Gleichzeitig lässt er aber auch die Deutung zu, dass Maneros ein Sohn des Königs von Byblos war, der durch den bösen Blick der Isis geblendet wurde und starb. In Erinnerung an seinen frühen Tod habe man das Klagelied des Osiris angestimmt. In der aktuellen Forschung wird angenommen, dass Maneros der Anfang (Incipit) eines verloren gegangenen altägyptischen Gesanges war. Es wird versucht, das Schicksal einer konkreten Person abzuleiten. Im 19. Jahrhundert suchte man nach Deutungen in Richtung Osiriskult, wonach Maneros der ertrunkene Osiris war, der von den Bauern im pantheistischen Glauben im Korn als Gott der Vegetation gesehen wurde, und die Klage sich auf ihren eigenen Eingriff in die Natur, also die Ernte, bezieht, so dass die Gesänge die Götter beschwichtigen sollten. So lassen sich auch beide grundverschiedene Deutungen zusammenbringen. Einmal die Trinksprüche nach getaner Arbeit auf dem Feld und das Gedenken an den verstorbenen Osiris, der in einem ägyptischen Königssohn Maneros gesehen wurde.